# 马蒂亚斯·厄隆德
马蒂亚斯·厄隆德（瑞典語：Mattias Öhlund，1976年9月9日—），瑞典男子冰球运动员。他曾代表瑞典参加1998年、2002年、2006年和2010年冬季奥林匹克运动会冰球比赛，获得一枚金牌。